# Фігурне катання
Фігу́рне ката́ння, фігурне ко́взання — зимовий вид спорту, у якому спортсмени переміщуються на ковзанах по льоду з виконанням додаткових елементів, найчастіше під музику. В офіційних змаганнях як правило розігруються чотири комплекти медалей: у жіночому одиночному катанні, у чоловічому одиночному катанні, у парному фігурному катанню, а також у спортивних танцях на льоду. Фігурне катання є олімпійським видом спорту, входить до програми Зимових Олімпійських ігор.
Дуже часто фігуристи беруть участь у різних шоу, де їхню майстерність оцінюють не судді, а глядачі.

## Історія фігурного катання

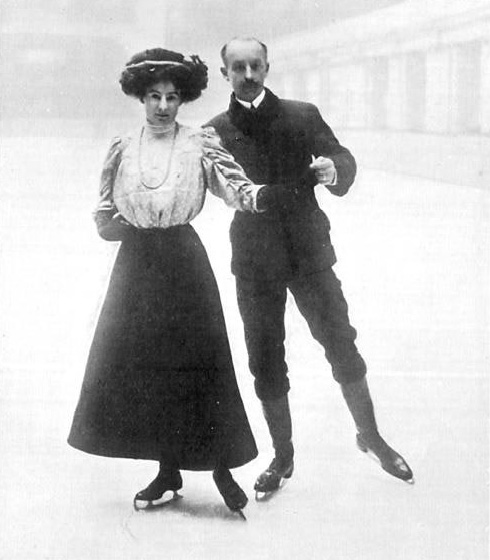
Фігуристи, 1908 рік

Найстародавніші ковзани були виявлені на березі Південного Бугу, неподалік від Одеси, датовані періодом бронзової доби. Такі ковзани виготовлялися з фаланги передніх ніг коней.
Вважається, що батьківщиною фігурного катання є Голландія. Саме там у XIII — XIV століттях з'явилися перші залізні ковзани. Поява ковзанів нового типу дала потужний поштовх розвитку фігурного катання, яке у той час полягало у вмінні викреслювати на льоду всілякі фігури і зберігати при цьому гарну поставу.
Усі обов'язкові фігури були створені у Великій Британії. Пояснюється це тим, що саме тут виникли перші клуби ковзанярів (Единбург, 1742 р.). Тоді ж були розроблені перші офіційні правила змагання.
У 1882 р. у Відні відбулося перше в Європі міжнародне змагання. Віденці здобули переконливу перемогу.
Найперше видання правил із фігурного катання, що вийшло в Англії, припадає на 1772 рік.
Англійський лейтенант артилерії Роберт Джоунз видав «Трактат про катання на ковзанах», у якому описав всі основні відомі на той час фігури.
Фігурне катання в Росії було відоме ще з часів Петра I. Він привіз із Європи перші зразки ковзанів і придумав новий спосіб кріплення ковзанів — прямо до чобіт, створивши таким чином «протомодель» сьогоднішнього спорядження фігуристів.
У 1838 році в Петербурзі вийшов перший підручник для фігуристів — «Зимові забави і мистецтво бігу на ковзанах». Автором його був Г. М. Паулі, вчитель із гімнастики у військових навчальних закладах Петербурга.

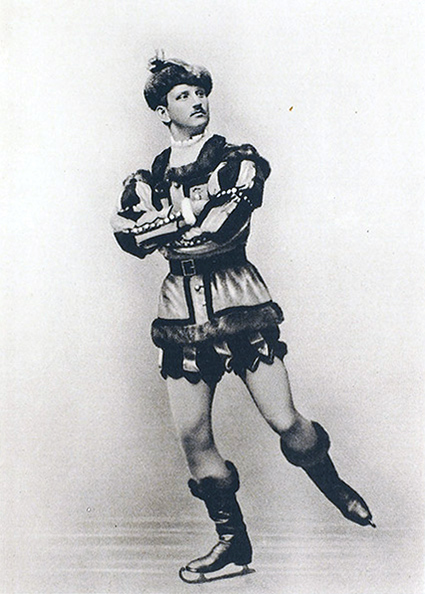
Джексон Гейнс.

Велика цікавість до фігурного катання виникла після європейського турне американського фігуриста Джексона Гейнса. Він показав несподівані можливості виконання стрімких фігур при граціозних рухах тіла.
Російське фігурне катання як окремий вид спорту зародилося в 1865 році. Тоді була відкрита громадська ковзанка в Юсуповському саду на Садовій вулиці. Ця ковзанка була найупорядкованішою в Росії і з перших же днів стала центром підготовки фігуристів. На ній 5 березня 1878 року відбулося перше змагання російських фігуристів.

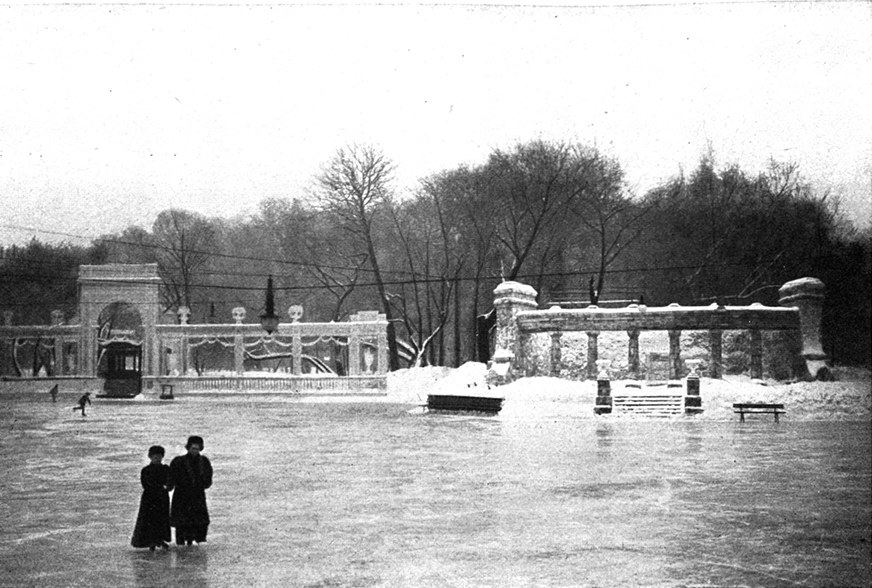
Юсуповський сад.

У 1881 році до складу «Товариства аматорів бігу на ковзанах» входило близько 30 осіб.
Одним із найвідоміших спортивних і суспільних діячів був почесний член цього товариства В'ячеслав Ізмаїлович Срезневський.
У кінці 19 століття та на початку 20 століття Ульріх Сальхов, Алоїз Лутц, Вернер Ріттбергер, Аксель Паульсен винайшли свої стрибки, і фігуристи в подяку за це залишили їхні імена в назвах елементів.
Жіноче одиночне катання сформувалося пізніше. Офіційно це відбулося в кінці січня 1906 року в Давосі (Швейцарія). Обов'язкові вправи у жінок і чоловіків були аналогічними, але довільне катання жінок відразу ж привернуло до себе увагу високою художністю, пластикою і музичністю рухів.
Офіційні чемпіонати світу серед жінок почалися з 1924 року. З 1930 року чемпіонати світу з фігурного катання на ковзанах серед жінок і чоловіків проходять спільно в один і той же самий час. Незабаром з'явилося і парне (змішане) катання. Міжнародна першість із парного катання вперше була розіграна в 1908 в Санкт-Петербурзі, переможцями стали німецькі фігуристи.
Третій вид фігурного катання — спортивні танці на льоду — народилися значно пізніше в Англії. Лише в 1952 році в Парижі танцюристи вперше розіграли свої нагороди, сильнішими за всіх стали англійці. Дедалі більшу популярність останніми роками завойовують змагання із синхронного катання. Широкого поширення набув цей вид спорту в Канаді, США, Швеції, Фінляндії, Англії, Франції.
Починаючи з 1983 року, у Канаді почали проводитися щорічні чемпіонати з синхронного катання. А в 1988 році ці змагання були проведені спільно із змаганнями з головних видів фігурного катання. Змагання в парному катанні вперше відбулися в Канаді в 1914 році і регулярно проводилися до 1964 року, а поновилися в 1981 році. Лідерами в цьому виді фігурного катання є канадські та американські команди.

## На Олімпійських іграх

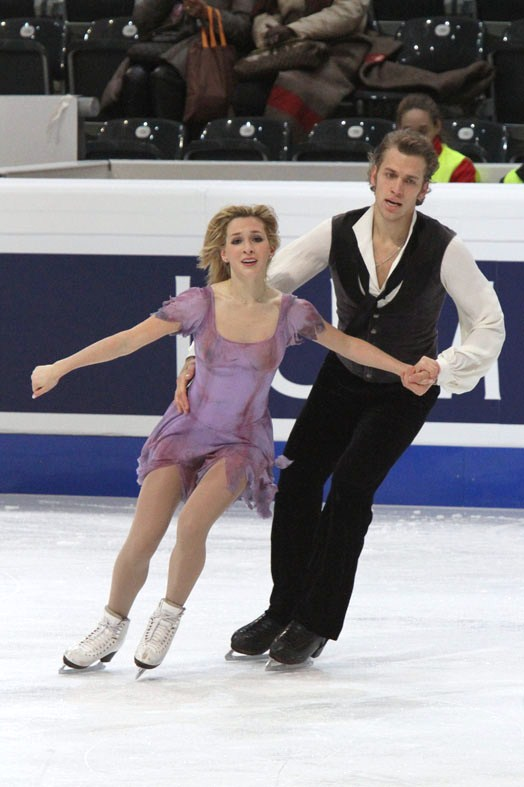

Популярність фігурного катання росла, і вже в 1908 році змагання фігуристів вперше були включені до програми літніх Олімпійських ігор в Лондоні.
Першими олімпійськими чемпіонами в одиночному катанні в 1908 сталі М. Сайерс (Велика Британія), У. Сальхов (Швеція), Панін-Коломенкін (Росія) і спортивна пара А. Хюблер — Г. Бюргер (Німеччина). Фігурне катання на ковзанах увійшло і в програму літніх Олімпійських ігор в Антверпені (1920), згодом воно було представлене на всіх Зимових Олімпійських іграх. Видатних успіхів в олімпійських змаганнях здобули Гілліс Графстрем (Швеція), що завоював 3 золоті і 1 срібну медаль, триразові олімпійські чемпіонки — Соня Хені (Норвегія) і Ірина Родніна (СРСР)
На Білій Олімпіаді в Санкт-Моріці (1948) американський фігурист Дикий Баттон провів переворот. Саме з нього у фігурному катанні «прописалися» стрибки в декілька оборотів та інші акробатичні елементи. Баттон майже літав над ковзанкою. Нагородою йому стала золота олімпійська медаль в одиночному катанні. Олімпійська першість розігрувалася в одиночному (чоловічому і жіночому) і парному катанні. У 1976 в олімпійську програму були включені спортивні танці на льоду.

## Видатні українські фігуристи та фігуристки
Оксана Баюл стала першою олімпійською чемпіонкою незалежної України на Зимовій Олімпіаді 1994 року. Олімпійським чемпіоном серед чоловіків ставав Віктор Петренко в 1992 році, хоча на той час Україну ще не було допущеною до олімпійських ігор. Українська танцювальна пара у складі Олени Грушиної та Руслана Гончарова стали бронзовими призерами на Олімпійських іграх 2006 в Турині.
Чемпіонами та призерами європейської першості в одиночному катанні також ставали Дмитро Дмитренко (1993 — золото, 2003 — бронза), В'ячеслав Загороднюк (1996 — золото, 1994 — срібло, 1995, 1997 — бронза) та Олена Ляшенко (1995, 2005 — бронза, 2004 — срібло), Юлія Лавренчук (бронза-1997). Інші відомі українські фігуристи — Юлія Обертас, Олена Савченко, Галина Маняченко та пара Станіслав Морозов / Тетяна Волосожар, Аліса Агафонова.